# 高眼舌鳎
高眼舌鳎（学名：Cynoglossus monopus）为輻鰭魚綱鰈形目鰨亞目舌鳎科舌鳎属的鱼类，俗名单鳍舌鳍。分布于西达印度半岛东岸、南达印度尼西亚。在泰国很习见以及广东近海等，属于暖水性浅海底层海鱼，棲息深度13-18公尺，體長可達18.8公分，棲息在底層水域，生活習性不明。该物种的模式产地在巴厘。